# Пелтасти
Пелтасти (старогрчки: πελταστής; peltastes) је био у Антици назив за припаднике лаке пешадије, који су се служили бацањем копља (џилита). Најчешће су се користили као чаркаши. Пелтасти су били активни у Тракији и Пеонији. 

## Етимологија
Име су добили по пелтариону (лат. peltarion), штит који је направљен у облику полумесеца.

## Историја
Антички извори и археолошка налазишта говоре да су се пелтасти први пут појавили у Тракији, одакле су их преузели Грци. Пелтасти су тада служили као (лаке) помоћне трупе грчких градова-полиса, који су као главну војску углавном имали тешку пешадију хоплите. Најчешће су распоређивани по боковима војске, да би одржавали линију хоплитске фаланге у центру са коњичким крилима који су били на хрибовитом терену.
Тактика им је била да се приближе непријатељу одакле су бацали копља на густо распоређене јединице. Ако би на њих почео јуриш хоплита, повукли би се назад. Пелтасти су били углавном регрутовани од сиромашних грађана, који нису могли себи да купе оклоп, као и од робова (Хелоти у Спарти). За време пелепонеског рата у имали су важну улогу. 
Почетком 4. века п. н. е. атински војсковођа Ификрат преузме низ реформа, са киме је избољшао ефикасност пелтаста. Резултати су се видели веч 391. године п. н. е. у биитки код Лехаја, где су атински пелтасти победили спартанске хоплите. До 3. века п. н. е. пелтасти су се реформирали у посебан облик пешадије-туреофори. У античкој Грчкој пелтаст је постао синоним за најамника.